# Sergio Busquets
Sergio Busquets Burgos (Sabadell, 16 de julho de 1988) é um futebolista espanhol que atua como volante. Atualmente joga no Inter Miami.
Jogando no Barcelona como primeiro volante, tornou-se um dos melhores do mundo em sua posição e tinha total confiança de Josep Guardiola, ex-técnico Culé. Diferentemente dos outros jogadores do Barça, Busquets era o único que preferia seu nome todo na camisa, ao invés de sobrenomes ou abreviações. Chamado para a Seleção Espanhola pela primeira vez em 2009, no ano seguinte esteve na lista dos convocados para a Copa do Mundo realizada na África do Sul, onde a Espanha sagrou-se campeã pela primeira vez.
Em junho de 2018, Busquets renovou seu contrato com o Barcelona até 30 de junho de 2023. Após 15 anos no time profissional dos blaugranas, anunciou em 10 de maio de 2023 que deixaria o clube no fim da temporada.

## Carreira

### Barcelona
Nascido em Sabadell, Barcelona, Catalunha, Busquets juntou-se às categorias de base do Barcelona em 2005, marcando sete gols em 26 jogos para a equipe juvenil em sua segunda temporada. Dois anos depois, foi promovido para o time B por Josep Guardiola, e ajudou a conseguir a promover o time para a terceira divisão. Na mesma temporada ele faria sua estreia na equipe principal, entrando como um substituto na Copa da Catalunha.
Em 13 de setembro de 2008, Busquets jogou seu primeiro jogo na La Liga, atuando os 90 minutos num empate por 1–1 contra o Racing de Santander. Durante a Liga dos Campeões numa partida contra o Basel no St. Jakob-Park em 22 de outubro, ele marcou o segundo gol aos 15 minutos em uma goleada por 5–0. No início de dezembro, contra o Shakhtar Donetsk, o jogador marcou seu segundo gol pelo Barcelona na competição, mas sua equipe perdeu em casa por 3–2.

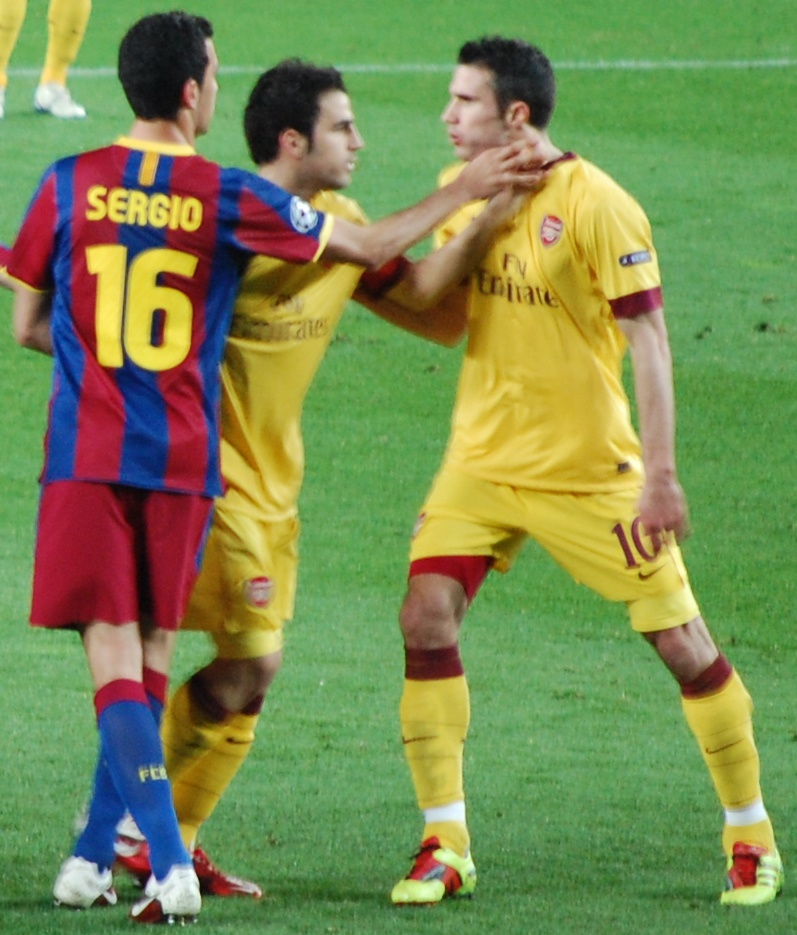
Busquets, Van Persie e Fàbregas na Liga dos Campeões de 2011

No dia 22 de dezembro de 2008, Busquets assinou uma renovação de contrato até 2013, com uma cláusula de rescisão de 80 milhões de euros. Em 7 de março do ano seguinte, o jogador abriu o placar em uma vitória por 2–0 em casa contra o Athletic Bilbao.
A boa fase de Busquets continuou na temporada 2009–10, com Guardiola preferindo-o no meio-campo titular da equipe, ao invés do marfinense Yaya Touré. Na semifinal da Liga dos Campeões contra a Internazionale no Camp Nou, em 28 de abril de 2010, Busquets foi para o chão depois de sofrer uma suposta cotovelada do também volante Thiago Motta. Como resultado desta ação, Motta recebeu o segundo cartão amarelo e foi expulso, enquanto Busquets foi criticado pela mídia por, aparentemente, fingir uma lesão.
Busquets foi novamente titular do Barcelona na temporada 2010–11, chegando a atuar até mesmo como zagueiro. Em 27 de janeiro, o jogador assinou uma renovação de contrato que iria mantê-lo no clube até 2015, tendo sua cláusula de compra aumentada para 150 milhões de euros. No dia 8 de março, jogando a partida de volta contra o Arsenal em casa após perder o primeiro jogo por 2–1, o jogador marcou um gol contra depois de uma cobrança de escanteio, empatando o placar em 1–1, mas o Barcelona venceu por 3–1 e avançou pelo placar agregado de 4–3. Já no dia 27 de maio, apesar da concorrência com os africanos Seydou Keita e Yaya Touré, Busquets começou como titular na final da Liga dos Campeões realizada em Wembley, pois era o primeiro volante mais utilizado por Guardiola. O jogador atuou durante os 90 minutos na vitória por 2–0 sobre o Manchester United, e após sagrar-se campeão europeu, entrou para o seleto grupo de "pais e filhos" a conquistarem a principal competição de clubes da Europa jogando pela mesma equipe. Sergio (filho de Carles Busquets) juntou-se a Manuel e Manolo Sanchís, campeões com o Real Madrid, e Cesare e Paolo Maldini, campeões com o Milan.
Em 24 de abril de 2012, Busquets marcou um gol depois de uma assistência de Isaac Cuenca, abrindo o placar para o Barcelona contra o Chelsea, no jogo de volta da semifinal da Liga dos Campeões. No entanto, a partida terminou empatada em 2–2 e os catalães foram eliminados por 3–2 no placar agregado.
No dia 26 de fevereiro de 2015, o jogador renovou seu vínculo com o clube até 2019. Meses depois, em dezembro, Busquets conquistou seu terceiro Mundial de Clubes pelo Barça. O volante foi titular na final contra o River Plate, uma vitória por 3–0 realizada no Estádio Internacional de Yokohama.
Em junho de 2023, aos 34 anos, Sergio Busquets deixou o Barcelona como um dos maiores ídolos. O jogador disputou 719 partidas e é o terceiro jogador com mais jogos na história do Blaugrana, atrás apenas de Lionel Messi e Xavi. Ele ainda conquistou 32 títulos pelo Barça, sendo o último o Campeonato Espanhol de 2022–23.

### Inter Miami
Em 23 de junho de 2023, o Inter Miami anunciou a contratação de Busquets. O jogador espanhol assinou contrato com o clube norte-americano até 2025.

## Seleção Nacional

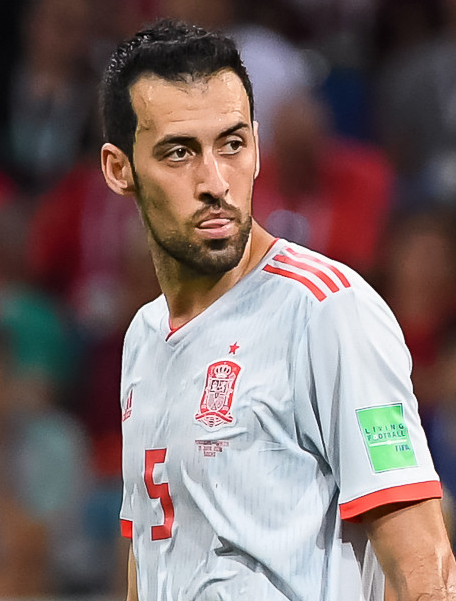
Busquets atuando pela Espanha na Copa do Mundo de 2018

Em 11 de outubro de 2008, Busquets recebeu sua primeira convocação para a Espanha Sub-21. Já em 2009, durante a fase de qualificação para os play-offs da Euro Sub-21, Busquets marcou na partida de ida contra a Suíça e os espanhóis perderam por 2–1 fora de casa, mas acabaram avançando por 4–3 no agregado.
No dia 11 de fevereiro de 2009, Busquets recebeu sua primeira convocação para a Seleção Espanhola principal, sendo chamado para um amistoso contra a Inglaterra. O jogador fez sua estreia pela Roja no dia 1 de abril, contra a Turquia, pelas Eliminatórias da Copa do Mundo FIFA de 2010. Na ocasião, Busquets atuou 16 minutos em uma vitória por 2–1 em Istambul, depois de substituir David Silva. Quatro dias antes ele havia ficado no banco de reservas na partida realizada em Madrid, que a Espanha venceu por 1–0 com gol de Gerard Piqué.
Em 2010, Busquets foi um dos 23 convocados pelo técnico Vicente del Bosque para a Copa do Mundo realizada na África do Sul. O jogador substituiu Marcos Senna, volante brasileiro naturalizado espanhol que havia sido titular na conquista da Euro 2008.

## Vida pessoal
É filho de Carles Busquets, ex-goleiro do Barcelona que atualmente trabalha como treinador de goleiros no Barcelona B.

## Estatísticas

### Clubes
Atualizadas até 30 de agosto de 2023
| Clube       | Temporada | Liga  | Liga | Copa Nacional | Copa Nacional | Continental | Continental | Outros | Outros | Total | Total |
| Clube       | Temporada | Jogos | Gols | Jogos         | Gols          | Jogos       | Gols        | Jogos  | Gols   | Jogos | Gols  |
| ----------- | --------- | ----- | ---- | ------------- | ------------- | ----------- | ----------- | ------ | ------ | ----- | ----- |
| Barcelona B | 2007–08   | 30    | 1    | —             | —             | —           | —           | —      | —      | 30    | 1     |
| Barcelona B | 2008–09   | 2     | 0    | —             | —             | —           | —           | —      | —      | 2     | 0     |
| Barcelona B | Total     | 32    | 1    | —             | —             | —           | —           | —      | —      | 32    | 1     |
| Barcelona   | 2008–09   | 24    | 1    | 9             | 0             | 8           | 2           | —      | —      | 41    | 3     |
| Barcelona   | 2009–10   | 33    | 0    | 4             | 0             | 11          | 0           | 4      | 1      | 52    | 1     |
| Barcelona   | 2010–11   | 28    | 1    | 5             | 0             | 12          | 0           | 1      | 0      | 46    | 1     |
| Barcelona   | 2011–12   | 31    | 1    | 8             | 0             | 11          | 1           | 2      | 0      | 52    | 2     |
| Barcelona   | 2012–13   | 31    | 1    | 4             | 0             | 8           | 0           | 2      | 0      | 45    | 1     |
| Barcelona   | 2013–14   | 32    | 1    | 5             | 1             | 9           | 1           | 2      | 0      | 48    | 3     |
| Barcelona   | 2014–15   | 33    | 1    | 4             | 0             | 10          | 0           | 0      | 0      | 47    | 1     |
| Barcelona   | 2015–16   | 35    | 0    | 5             | 0             | 10          | 0           | 3      | 0      | 53    | 0     |
| Barcelona   | 2016–17   | 33    | 0    | 5             | 0             | 8           | 0           | 2      | 0      | 48    | 0     |
| Barcelona   | 2017–18   | 31    | 1    | 7             | 0             | 10          | 0           | 2      | 0      | 50    | 1     |
| Barcelona   | 2018–19   | 35    | 0    | 6             | 0             | 12          | 0           | 1      | 0      | 54    | 0     |
| Barcelona   | 2019–20   | 33    | 2    | 2             | 0             | 7           | 0           | 1      | 0      | 43    | 2     |
| Barcelona   | 2020–21   | 36    | 0    | 6             | 0             | 6           | 0           | 2      | 0      | 50    | 0     |
| Barcelona   | 2021–22   | 36    | 2    | 2             | 0             | 12          | 1           | 1      | 0      | 51    | 3     |
| Barcelona   | 2022–23   | 30    | 0    | 5             | 0             | 5           | 0           | 2      | 0      | 42    | 0     |
| Barcelona   | Total     | 481   | 11   | 77            | 1             | 136         | 5           | 28     | 1      | 722   | 18    |
| Inter Miami | 2023      | 2     | 0    | 1             | 0             | 7           | 0           | —      | —      | 10    | 0     |
| Inter Miami | Total     | 2     | 0    | 1             | 0             | 7           | 0           | —      | —      | 10    | 0     |

### Seleção
| Seleção | Anos  | Jogos | Gols |
| ------- | ----- | ----- | ---- |
| Espanha | 2009  | 10    | 0    |
| Espanha | 2010  | 16    | 0    |
| Espanha | 2011  | 11    | 0    |
| Espanha | 2012  | 14    | 0    |
| Espanha | 2013  | 12    | 0    |
| Espanha | 2014  | 11    | 2    |
| Espanha | 2015  | 8     | 0    |
| Espanha | 2016  | 12    | 0    |
| Espanha | 2017  | 8     | 0    |
| Espanha | 2018  | 9     | 0    |
| Espanha | 2019  | 5     | 0    |
| Espanha | 2020  | 4     | 0    |
| Espanha | 2021  | 13    | 0    |
| Espanha | 2022  | 10    | 0    |
| Total   | Total | 143   | 2    |

## Títulos
Barcelona
- La Liga: 2008–09, 2009–10, 2010–11, 2012–13, 2014–15, 2015–16, 2017–18, 2018–19 e 2022–23
- Copa do Rei: 2008–09, 2011–12, 2014–15, 2015–16, 2016–17, 2017–18 e 2020–21
- Supercopa da Espanha: 2009, 2010, 2011, 2013, 2016, 2018 e 2022–23
- Liga dos Campeões da UEFA: 2008–09, 2010–11 e 2014–15
- Supercopa da UEFA: 2009, 2011 e 2015
- Copa do Mundo de Clubes da FIFA: 2009, 2011 e 2015

Inter Miami
- Leagues Cup: 2023
- MLS Supporters' Shield: 2024

Seleção Espanhola
- Copa do Mundo FIFA: 2010
- Eurocopa: 2012

### Prêmios individuais
- Troféu Bravo: 2009
- Jogador revelação da La Liga de 2008–09
- Equipe ideal da Euro: 2012
- Prémio Príncipe das Astúrias: 2010
- Real Ordem de Mérito Esportivo: 2011[34][35]
- Equipe ideal Liga dos Campeões da UEFA: 2014–15[36]
- Equipe Ideal da La Liga: 2015–16
- 39º melhor jogador do ano de 2016 (The Guardian)[37]
- 55º melhor jogador do ano de 2016 (Marca)[38]
- Melhor Jogador das Finais da Liga das Nações da UEFA de 2021[39]